# Ketchum (Idaho)
Ketchum je město ve Spojených státech amerických, kde žije 3555 obyvatel (rok 2020). Leží v pohoří Sawtooth Range v nadmořské výšce 1784 metrů, protéká jím řeka Big Wood River a patří k okresu Blaine County v centrální části státu Idaho.
Město vzniklo v roce 1880 pod názvem Leadville a zpočátku žilo z těžby a zpracování olova. Později se stalo střediskem chovu ovcí a od třicátých let je významným turistickým resortem. Na svazích hory Bald Mountain vznikl lyžařský areál Sun Valley, kde tráví volný čas množství amerických celebrit. V roce 1959 se do Ketchumu přistěhoval Ernest Hemingway, o dva roky později se zde zastřelil a je pochován na místním hřbitově.
Město má také botanickou zahradu a pořádá slavnosti připomínající časy pastevců ovcí a průkopníků v krytých vozech. Návštěvníkům slouží nedaleké letiště Friedman Memorial Airport.